# Andrei Krasko
Andrei Krasko (în rusă Андрей Иванович Краско; n. 10 august 1957 — d. 4iulie 2006) a fost un actor rus de teatru și film. A jucat în peste 50 de filme și seriale, într-o bună parte din ele în roluri de militar/polițist.

## Biografie
Andrei Krasko sa născut la 10 august 1957 în Leningrad familiei unui student al Institutului de Teatru din Leningrad, viitorul Artist al Poporului din Rusia, Ivan I. Krasko (născut în 1930) și profesorul Kira Vasilyevna Petrova (? – 1997).
Andrei a crescut un copil bolnav și pentru a fi mai mult cu fiul său, mama sa, Kira Vasilyevna, a părăsit școala și a mers ca profesor la grădiniță. Andrei și-a jucat primul rol la matinee la grădiniță. Era un iepuraș și tatăl său - Moș Crăciun.
Alegerea vieții pentru Andrei a fost o problemă - el dorea alternativ să devină un pompier, un astronaut, apoi un miner. În cele din urmă, a format dorința de a deveni actor. Angajat în Teatrul Leningrad al Creativității Tinerilor (TYUT) (1969-1974) la Palatul Pionierilor din Leningrad, sub conducerea lui Matvey Dubrovin. Prima încercare de admitere nu a avut succes, Krasko nu a fost acceptat pentru că nu sa pregătit bine pentru examene. Într-un sezon a lucrat ca creator de peisaje în teatru. Komissarzhevskaya. Un an mai târziu, Andrei a intrat în LGITMiK, în atelierul lui Arcadii Katsman și Lev Dodin. În 1979, la finalizarea sa, a fost repartizat la Teatrul Tomsk pentru tineri spectatori. În același an a debutat în film.
În 1982 a fost chemat pentru serviciul militar în armata sovietică. A slujit în forțele de apărare aeriană din regiunea Arkhangelsk.

### Moarte
El a murit la 49 de ani de viață din cauza insuficienței cardiace  pe 4 iulie 2006, în timpul filmării filmului "Lichidarea" de către Serghei Ursulyak în orașul Ovidiopol (regiunea Odessa, Ucraina).
A fost îngropat la cimitirul din satul Komarovsky în apropiere de Sankt Petersburg pe 7 iulie 2006.

## Viața personală
- Prima soție - actrița Natalya Akimova (divorț).[2][3]
- A doua soție este Miriam Aleksandrovich (divorț).[2][3]
  - fiul - Jan (Ivan) Krasko (născut pe 31 martie 1980).[3]
- Căsătorie neînregistrată - Margarita Zvonareva (actrita).[2]
  - fiul - Chiril Krasko (născut la 17 mai 1998).[2][3]
- Căsătorie neînregistrată - Elena Shevchenko (aproximativ 3 ani).[3]
- Căsătorie neînregistrată - Carolina Popova.[3]
  - fiica - Alisa (născută pe 15 septembrie 2003).
- Căsătorie neînregistrată - Svetlana Kuznetsova.[2]